# 齿鹑科

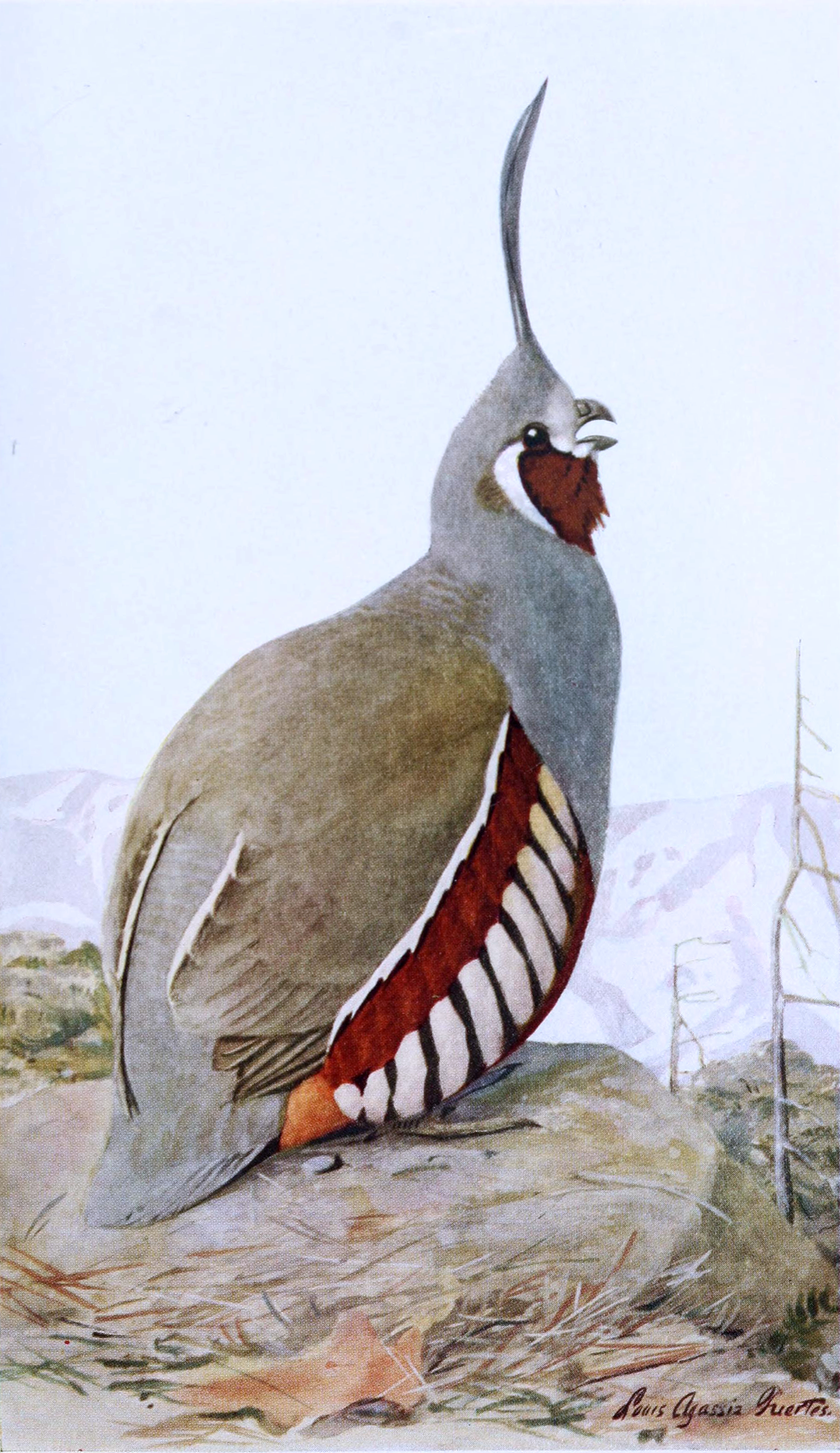
山翎鹑（Oreortyx pictus）

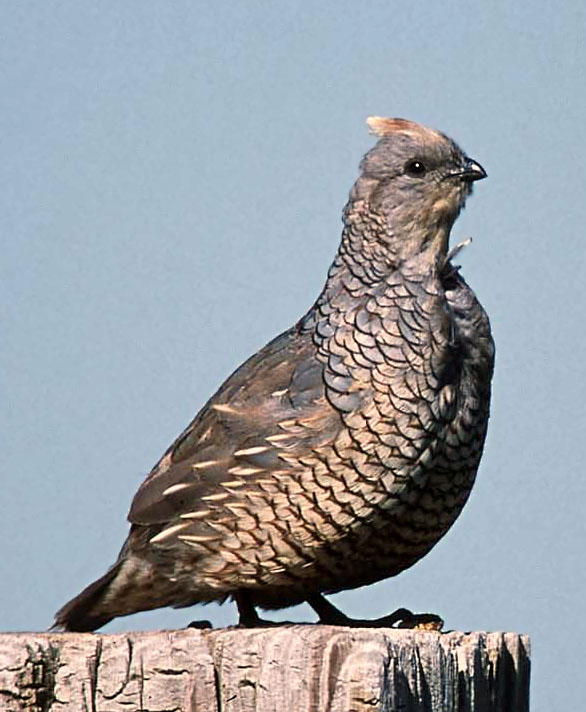
鳞斑鹑（Callipepla squamata）

齿鹑科（学名：Odontophoridae）是鸡形目的一科，现存9属。分布于美洲大陆，比鹌鹑稍大，大多数种类长有冠羽。以昆虫和植物的种子等为食。最常见的种类为山齿鹑。珠颈斑鹑为美国加利福尼亚州的州鸟。
- 须林鹑属(Dendrortyx)
  - 须林鹑(Dendrortyx barbatus)
  - 黄顶林鹑（Dendrortyx leucophrys）
  - 长尾林鹑（Dendrortyx macroura）
- 山翎鹑属(Oreortyx)
  - 山翎鹑（Oreortyx pictus）
- 翎鹑属（Callipepla）
  - 珠颈翎鹑（Callipepla californica）
  - 雅翎鹑（Callipepla douglasii）
  - 黑腹翎鹑（Callipepla gambelii）
  - 鳞斑鹑（Callipepla squamata）
- 斑鹑属（Philortyx）
  - 斑鹑（Philortyx fasciatus）
- 齿鹑属（Colinus） 
  - 冠齿鹑（Colinus cristatus）
  - 斑胸齿鹑（Colinus leucopogon）
  - 黑喉齿鹑（Colinus nigrogularis）
  - 山齿鹑（Colinus virginianus）
- 林鹑属（Odontophorus）
  - 黑额林鹑（Odontophorus atrifrons）
  - 纹颊林鹑（Odontophorus balliviani）
  - 斑翅林鹑（Odontophorus capueira）
  - 委内瑞拉林鹑（Odontophorus columbianus）
  - 黑顶林鹑（Odontophorus dialeucos）
  - 棕额林鹑（Odontophorus erythrops）
  - 云斑林鹑（Odontophorus gujanensis）
  - 点斑林鹑（Odontophorus guttatus）
  - 栗林鹑（Odontophorus hyperythrus）
  - 白喉林鹑（Odontophorus leucolaemus）
  - 暗背林鹑（Odontophorus melanonotus）
  - 黑耳林鹑（Odontophorus melanotis）
  - 棕胸林鹑（Odontophorus speciosus）
  - 黄眼斑林鹑（Odontophorus stellatus）
  - 领林鹑（Odontophorus strophium）
- 歌鹑属（Dactylortyx）
  - 歌鹑（Dactylortyx thoracicus）
- 彩鹑属（Cyrtonyx）
  - 彩鹑（Cyrtonyx montezumae）
  - 眼斑彩鹑（Cyrtonyx ocellatus）
- 茶脸鹑属（Rhynchortyx）
  - 茶脸鹑（Rhynchortyx cinctus）